# Alf Lassen
Alf Reinau Lassen (* 21. Juli 1929 in Aalborg; † 26. August 1993 in Kopenhagen) war ein dänischer Schauspieler.

## Leben
Alf Lassen wuchs in Aalborg auf. Nach seinem Schulabschluss zog er nach Kopenhagen. Dort absolvierte er von 1948 bis 1953 seine Schauspielausbildung an der Eleveskole des Königlichen Theaters Kopenhagen, wo er auch sein Bühnendebüt als Darsteller hatte. Als Bühnendarsteller wirkte er in zahlreichen Theaterstücken, Musicals und in Kabarett-Programmen mit, so unter anderem auch am Det Ny-Theater, am Nørrebro-Theater oder am Gladsaxe-Theater. Von 1955 bis 1984 wirkte er als Schauspieler vor der Kamera in mehr als 40 Film-und-Fernsehproduktionen mit. Im Jahr 1985 zog er sich aus dem Rampenlicht zurück.
Alf Lassen war einige Jahre lang mit der Schauspielerin Bente Westergaard (* 1939) verheiratet. Aus der Ehe ging eine Tochter (* 1971) hervor. Alf Lassen starb im August 1993 im Alter von 64 Jahren.

## Filmografie (Auswahl)
- 1955: Der kom en dag
- 1958: Styrmand Karlsen
- 1959: Jomfruburet
- 1963: Peters landlov
- 1965: Philip Hotz bliver rigtig vred
- 1967: Gydslet
- 1971: Tykke Olsen
- 1972: Nyheden
- 1975: Nehmen Sie es wie ein Mann, Madame!
- 1978: Ein Haus in der Provinz (Fernsehserie, 2 Folgen)
- 1982: Kidnapping
- 1983: Rejseholdet (Fernsehserie, 1 Folge)
- 1984: Hver fjerde Weekend